# Naprepa camelinerdes
Naprepa camelinerdes är en fjärilsart som beskrevs av Walker 1855. Naprepa camelinerdes ingår i släktet Naprepa och familjen silkesspinnare. Inga underarter finns listade i Catalogue of Life.